# Communauté de communes Beaujolais Nizerand Morgon
La communauté de communes Beaujolais Nizerand Morgon est une ancienne communauté de communes française, située dans le département du Rhône, en région Rhône-Alpes, qui existe de 2001 à 2013.

## Composition
Elle regroupe les 6 communes suivantes :
- Cogny
- Denicé
- Lacenas
- Montmelas-Saint-Sorlin
- Rivolet
- Saint-Cyr-le-Chatoux

## Compétences
- Assainissement collectif
- Assainissement non collectif
- Traitement des déchets des ménages et déchets assimilés
- Protection et mise en valeur de l'environnement
- Activités sanitaires
- Action sociale
- Création, aménagement, entretien et gestion de zone d'activités industrielle, commerciale, tertiaire, artisanale ou touristique
- Action de développement économique (Soutien des activités industrielles, commerciales ou de l'emploi, Soutien des activités agricoles et forestières...)
- Tourisme
- Construction ou aménagement, entretien, gestion d'équipements ou d'établissements culturels, socioculturels, socio-éducatifs, sportifs
- Schéma de cohérence territoriale (SCOT)
- Schéma de secteur
- Création et réalisation de zone d'aménagement concertée (ZAC)
- Création, aménagement, entretien de la voirie

## Historique
Créée par l'arrêté préfectoral du 27 décembre 2000, elle entre en vigueur le 1er janvier 2001. 
Elle fusionne avec la communauté d'agglomération de Villefranche-sur-Saône, la communauté de communes Beaujolais-Vauxonne et les communes de Jarnioux, Liergues et Ville-sur-Jarnioux dans le Rhône et celle de Jassans-Riottier dans l'Ain, pour former la communauté d'agglomération Villefranche-Beaujolais-Saône à compter du 1er janvier 2014.

## Sources
- La base Aspic (Accès des services publics aux informations sur les collectivités) pour le département du Rhône
- [PDF] La Communauté de communes Beaujolais Nizerand Morgon sur la base Banatic (Base nationale d'informations sur l'intercommunalité)